# أبو منجل بونا
أبو منجل بونا(Plegadis ridgwayi) هو نوع من الطيور من عائلة أبو منجليات. ويوجد في الأرجنتين وبوليفيا وشيلي، وبيرو. بيئتها الطبيعية هي المستنقعات.